# 科爾奇夫卡 (卡緬涅茨-波多利斯基區)
48°44′47″N 26°41′7″E / 48.74639°N 26.68528°E
科爾奇夫卡（烏克蘭語：Корчівка），是烏克蘭的村落，位於該國西部赫梅利尼茨基州，由卡緬涅茨-波多利斯基區負責管轄，始建於1824年，面積0.27平方公里，2001年人口64，人口密度每平方公里236.2人。